# Élections départementales de 2015 dans la Vendée
Les élections départementales ont lieu les 22 et 29 mars 2015.

## Contexte départemental

### Redécoupage des cantons
Depuis la séparation du canton de La Roche-sur-Yon en deux nouvelles entités administratives (Nord et Sud) par un décret du 2 août 1973, le département de la Vendée n’avait pas connu de recompositions territoriales ; entre cette date et 2015, il comprenait 31 cantons.
Dans l’optique d’instaurer un mode de scrutin binominal mixte pour introduire le principe de parité dans les nouvelles élections départementales, le Gouvernement procède à redécoupage des cantons, qui passent de 31 à 17 par un décret du 17 février 2014. En outre, un « rééquilibrage démographique » est réalisé dans le département, alors que la majorité des cantons n’a pas été modifiée depuis le découpage mis en place par un arrêté du 9 brumaire an X (31 octobre 1801), sous le Consulat.
Consulté sur cette redéfinition des circonscriptions cantonales, le conseil général rend un avis défavorable au projet de loi. Par ailleurs, le département totalise à lui seul 383 des 2 558 recours contentieux en Conseil d’État contre le décret, au 9 juillet 2014.

### Situation politique

#### Binômes de la «majorité départementale»
Le président du conseil général sortant, Bruno Retailleau, président du groupe UMP au Sénat, annonce début janvier 2015 qu’il renonce à être candidat à sa propre succession dans l’optique d’être tête de liste de l’UMP aux élections régionales de décembre 2015 dans les Pays-de-la-Loire,.
Toutefois, le sénateur Retailleau s’investit dans la campagne pour le scrutin en parrainant notamment plusieurs binômes de candidats dans le département, amenant à une union relative de la droite et du centre dans la Vendée. En outre, cette coalition, dite de « majorité départementale », présente des candidats issus de l’UMP (8), de l’UDI (4) ou de CPNT (1), conjointement à des candidats divers droite (23). Les binômes sont présents dans tous les cantons de la Vendée, sauf celui de L’Île-d’Yeu.

#### Présence du Front national
Alors que le Front national enregistre une nette poussée aux européennes de mai 2014 avec près de 22 % des voix dans le département, le parti est le seul à proposer des binômes dans l’intégralité des cantons vendéens.

#### Division de la gauche
Dans la Vendée, le Parti socialiste présente 17 candidats dans 10 des 17 cantons, où d’autres candidats de la gauche sont également présents.
Le Front de gauche, quant à lui, est présent dans 14 cantons, avec diverses nuances politiques : 10 candidats du Parti communiste français, 15 du Front de gauche, 3 divers gauche et 1 du Parti de gauche.
Europe Écologie Les Verts propose 6 binômes dans les cantons d’Aizenay, de Challans, de La Roche-1 et 2, des Sables-d’Olonne et de Saint-Hilaire-de-Riez.
Le canton de Fontenay-le-Comte fait par ailleurs l’objet d’une candidature conjointe entre le Front de gauche et Europe Écologie Les Verts.
Deux autres couples non partisans se présentent sous l’étiquette divers gauche (DVG).

### Assemblée départementale sortante
Avant les élections, le conseil général de la Vendée est présidé par Bruno Retailleau (UMP).
Il comprend 31 conseillers généraux issus des 31 cantons de la Vendée. Après le redécoupage cantonal de 2014, ce sont 34 conseillers départementaux qui seront élus au sein des 17 nouveaux cantons de la Vendée.
| Parti                                | Sigle | Sigle | Élus |
| ------------------------------------ | ----- | ----- | ---- |
| Majorité (26 sièges)                 |       |       |      |
| Divers droite                        |       | DVD   | 18   |
| Union des démocrates et indépendants |       | UDI   | 3    |
| Union pour un mouvement populaire    |       | UMP   | 3    |
| Mouvement pour la France             |       | MPF   | 2    |
| Opposition (5 sièges)                |       |       |      |
| Parti socialiste                     |       | PS    | 4    |
| Divers gauche                        |       | DVG   | 1    |
| Président du conseil général         |       |       |      |
| Bruno Retailleau (UMP)               |       |       |      |

### Assemblée départementale élue
| Parti                                | Sigle | Sigle | Élus |
| ------------------------------------ | ----- | ----- | ---- |
| Majorité (32 sièges)                 |       |       |      |
| Divers droite                        |       | DVD   | 22   |
| Union pour un mouvement populaire    |       | UMP   | 6    |
| Union des démocrates et indépendants |       | UDI   | 3    |
| Chasse, pêche, nature et traditions  |       | CPNT  | 1    |
| Opposition (2 sièges)                |       |       |      |
| Parti socialiste                     |       | PS    | 2    |
| Président du conseil départemental   |       |       |      |
| Yves Auvinet (DVD)                   |       |       |      |

## Résultats à l'échelle du département

### Résultats par nuances du ministère de l'Intérieur
Les nuances utilisées par le ministère de l'Intérieur ne tiennent pas compte des alliances locales.
| Binômes     | Binômes            | Premier tour | Premier tour | Second tour | Second tour | Sièges |
| Binômes     | Binômes            | Voix         | %            | Voix        | %           | Sièges |
| ----------- | ------------------ | ------------ | ------------ | ----------- | ----------- | ------ |
|             | Union de la droite | 109 255      | 44,11        | 69 265      | 52,25       | 28     |
|             | DVD                | 19 114       | 7,72         | 14 309      | 10,79       | 4      |
| Droite      | Droite             | 128 369      | 51,83        | 83 574      | 63,04       | 32     |
|             |                    |              |              |             |             |        |
|             | PS                 | 19 696       | 7,95         | 13 896      | 10,48       | 2      |
|             | FG                 | 16 392       | 6,62         |             |             |        |
|             | Union de la gauche | 12 822       | 5,18         | 6 344       | 4,79        | 0      |
|             | EÉLV               | 8 486        | 3,43         |             |             |        |
|             | DVG                | 6 051        | 2,44         |             |             |        |
| Gauche      | Gauche             | 63 447       | 25,62        | 20 240      | 15,27       | 2      |
|             |                    |              |              |             |             |        |
|             | FN                 | 55 887       | 22,56        | 28 754      | 21,69       | 0      |
|             |                    |              |              |             |             |        |
| Inscrits    | Inscrits           | 500 484      | 100,00       | 288 448     | 100,00      |        |
| Abstentions | Abstentions        | 237 272      | 47,41        | 140 662     | 48,77       |        |
| Votants     | Votants            | 263 212      | 52,59        | 147 786     | 51,23       |        |
| Blancs      | Blancs             | 10 103       | 3,84         | 9 924       | 6,72        |        |
| Nuls        | Nuls               | 5 406        | 2,05         | 5 294       | 3,58        |        |
| Exprimés    | Exprimés           | 247 703      | 94,11        | 132 568     | 89,70       |        |

### Résultats par canton
| Canton                    | Conseiller sortant   | Parti               | Parti       | Conseillers élus   | Parti           | Parti           |
| ------------------------- | -------------------- | ------------------- | ----------- | ------------------ | --------------- | --------------- |
| Aizenay                   | Canton créé          | Canton créé         | Canton créé | Mireille Hermouet  |                 | DVD             |
| Aizenay                   | Canton créé          | Canton créé         | Canton créé | Alain Lebœuf       |                 | UMP             |
| Beauvoir-sur-Mer          | Michel Dupont*       |                     | DVD         | Canton supprimé    | Canton supprimé | Canton supprimé |
| Chaillé-les-Marais        | Daniel Ringeard*     |                     | PS          | Canton supprimé    | Canton supprimé | Canton supprimé |
| Challans                  | Serge Rondeau        |                     | DVD         | Nadia Rabreau      |                 | DVD             |
| Challans                  | Serge Rondeau        | Serge Rondeau       | DVD         |                    | DVD             |                 |
| Chantonnay                | Gérard Vilette*      |                     | DVD         | Isabelle Moinet    |                 | DVD             |
| Chantonnay                | Gérard Vilette*      | Gérard Vilette      | DVD         |                    | DVD             |                 |
| La Châtaigneraie          | Valentin Josse       |                     | DVD         | Valentin Josse     |                 | DVD             |
| La Châtaigneraie          | Valentin Josse       | Catherine Poupet    | DVD         |                    | DVD             |                 |
| Les Essarts               | Yves Auvinet         |                     | DVD         | Canton supprimé    | Canton supprimé | Canton supprimé |
| Fontenay-le-Comte         | Marie-Jo Chatevaire  |                     | UDI         | François Bon       |                 | UDI             |
| Fontenay-le-Comte         | Marie-Jo Chatevaire  | Marie-Jo Chatevaire | UDI         |                    | UDI             |                 |
| Les Herbiers              | Jean-Marie Grimaud*  |                     | DVD         | Hervé Robineau     |                 | DVD             |
| Les Herbiers              | Jean-Marie Grimaud*  | Bérengère Soulard   | DVD         |                    | DVD             |                 |
| L’Hermenault              | Joël Sarlot*         |                     | DVD         | Canton supprimé    | Canton supprimé | Canton supprimé |
| L’Île-d’Yeu               | Bruno Noury          |                     | DVD         | Carole Charuau     |                 | DVD             |
| L’Île-d’Yeu               | Bruno Noury          | Bruno Noury         | DVD         |                    | DVD             |                 |
| Luçon                     | Dominique Souchet*   |                     | MPF         | Arnaud Charpentier |                 | UMP             |
| Luçon                     | Dominique Souchet*   | Anne-Marie Coulon   | MPF         |                    | DVD             |                 |
| Maillezais                | Daniel David         |                     | PS          | Canton supprimé    | Canton supprimé | Canton supprimé |
| Mareuil-sur-Lay-Dissais   | Jean-Pierre Hocq*    |                     | DVD         | Marcel Gauducheau  |                 | DVD             |
| Mareuil-sur-Lay-Dissais   | Jean-Pierre Hocq*    | Brigitte Hybert     | DVD         |                    | DVD             |                 |
| Montaigu                  | Michel Allemand*     |                     | DVD         | Wilfrid Montassier |                 | UDI             |
| Montaigu                  | Michel Allemand*     | Isabelle Rivière    | DVD         |                    | DVD             |                 |
| Mortagne-sur-Sèvre        | Bruno Retailleau*    |                     | UMP         | Cécile Barreau     |                 | DVD             |
| Mortagne-sur-Sèvre        | Bruno Retailleau*    | Guillaume Jean      | UMP         |                    | DVD             |                 |
| La Mothe-Achard           | Joseph Merceron*     |                     | DVD         | Canton supprimé    | Canton supprimé | Canton supprimé |
| Moutiers-les-Mauxfaits    | Marcel Gauducheau    |                     | DVD         | Canton supprimé    | Canton supprimé | Canton supprimé |
| Noirmoutier-en-l’Île      | Jacques Oudin*       |                     | UMP         | Canton supprimé    | Canton supprimé | Canton supprimé |
| Palluau                   | Jacqueline Roy*      |                     | DVD         | Canton supprimé    | Canton supprimé | Canton supprimé |
| Le Poiré-sur-Vie          | Bernard Perrin*      |                     | DVD         | Canton supprimé    | Canton supprimé | Canton supprimé |
| Pouzauges                 | Jean-Pierre Lemaire* |                     | MPF         | Canton supprimé    | Canton supprimé | Canton supprimé |
| La Roche-sur-Yon-Nord     | Pierre Regnault*     |                     | PS          | Canton supprimé    | Canton supprimé | Canton supprimé |
| La Roche-sur-Yon-Sud      | Sylviane Bulteau     |                     | PS          | Canton supprimé    | Canton supprimé | Canton supprimé |
| La Roche-sur-Yon-1        | Canton créé          | Canton créé         | Canton créé | Anne Aubin-Sicard  |                 | UMP             |
| La Roche-sur-Yon-1        | Canton créé          | Canton créé         | Canton créé | Laurent Favreau    |                 | DVD             |
| La Roche-sur-Yon-2        | Canton créé          | Canton créé         | Canton créé | Sylviane Bulteau   |                 | PS              |
| La Roche-sur-Yon-2        | Canton créé          | Canton créé         | Canton créé | Stéphane Ibarra    |                 | PS              |
| Rocheservière             | Alain Lebœuf         |                     | UMP         | Canton supprimé    | Canton supprimé | Canton supprimé |
| Les Sables-d’Olonne       | Gérard Faugeron      |                     | DVD         | Gérard Faugeron    |                 | UMP             |
| Les Sables-d’Olonne       | Gérard Faugeron      | Florence Pineau     | DVD         |                    | UMP             |                 |
| Saint-Fulgent             | Wilfrid Montassier   |                     | UDI         | Canton supprimé    | Canton supprimé | Canton supprimé |
| Saint-Gilles-Croix-de-Vie | Marietta Trichet*    |                     | DVD         | Canton supprimé    | Canton supprimé | Canton supprimé |
| Sainte-Hermine            | Norbert Barbarit*    |                     | DVD         | Canton supprimé    | Canton supprimé | Canton supprimé |
| Saint-Hilaire-de-Riez     | Canton créé          | Canton créé         | Canton créé | Laurent Boudelier  |                 | DVD             |
| Saint-Hilaire-de-Riez     | Canton créé          | Canton créé         | Canton créé | Isabelle Duranteau |                 | DVD             |
| Saint-Hilaire-des-Loges   | François Bon         |                     | UDI         | Canton supprimé    | Canton supprimé | Canton supprimé |
| Saint-Jean-de-Monts       | André Ricolleau*     |                     | DVG         | Martine Aury       |                 | CPNT            |
| Saint-Jean-de-Monts       | André Ricolleau*     | Noël Faucher        | DVG         |                    | UMP             |                 |
| Talmont-Saint-Hilaire     | Pierre Berthomé      |                     | DVD         | Pierre Berthomé    |                 | DVD             |
| Talmont-Saint-Hilaire     | Pierre Berthomé      | Séverine Bulteau    | DVD         |                    | DVD             |                 |

* Conseillers généraux sortants ne se représentant pas

## Résultats par canton

### Canton d'Aizenay
| Candidats            | Candidats               | Partis      | Partis      | Premier tour | Premier tour |
| Candidats            | Candidats               | Partis      | Partis      | Voix         | %            |
| -------------------- | ----------------------- | ----------- | ----------- | ------------ | ------------ |
| 1                    | Mireille Hermouet       |             | DVD         | 8 644        | 52,76        |
| 1                    | Alain Lebœuf *          |             | UMP         | 8 644        | 52,76        |
| 2                    | Patrice-Henri Queffélec |             | FN          | 3 530        | 21,55        |
| 2                    | Blandine Seigneur       |             | FN          | 3 530        | 21,55        |
| 3                    | Joël Blanchard          |             | EÉLV        | 3 002        | 18,32        |
| 3                    | Janou Mathé-Piveteau    |             | EÉLV        | 3 002        | 18,32        |
| 4                    | Chantal Dougé           |             | PCF         | 1 207        | 7,37         |
| 4                    | Julien Rosay            |             | PCF         | 1 207        | 7,37         |
|                      |                         |             |             |              |              |
| Inscrits             | Inscrits                | Inscrits    | Inscrits    | 31 768       | 100,00       |
| Abstentions          | Abstentions             | Abstentions | Abstentions | 14 402       | 45,33        |
| Votants              | Votants                 | Votants     | Votants     | 17 366       | 54,67        |
| Blancs               | Blancs                  | Blancs      | Blancs      | 621          | 3,58         |
| Nuls                 | Nuls                    | Nuls        | Nuls        | 362          | 2,08         |
| Exprimés             | Exprimés                | Exprimés    | Exprimés    | 16 383       | 94,34        |
| * conseiller sortant |                         |             |             |              |              |

### Canton de Challans
| Candidats            | Candidats               | Partis      | Partis      | Premier tour | Premier tour |
| Candidats            | Candidats               | Partis      | Partis      | Voix         | %            |
| -------------------- | ----------------------- | ----------- | ----------- | ------------ | ------------ |
| 1                    | Danielle Domand         |             | FN          | 3 973        | 24,07        |
| 1                    | Richard Ducret          |             | FN          | 3 973        | 24,07        |
| 2                    | Nadia Rabreau           |             | DVD         | 9 002        | 54.53        |
| 2                    | Serge Rondeau *         |             | DVD         | 9 002        | 54.53        |
| 3                    | Nicole Guérin           |             | PS          | 1 846        | 11,18        |
| 3                    | Éric Vrignon            |             | DVG         | 1 846        | 11,18        |
| 4                    | Daniel Alama            |             | PCF         | 616          | 3,73         |
| 4                    | Lydia Dejeu             |             | PCF         | 616          | 3,73         |
| 5                    | Caroline Burdy-Simonnet |             | EÉLV        | 1 072        | 6,49         |
| 5                    | Tony Raffin             |             | EÉLV        | 1 072        | 6,49         |
|                      |                         |             |             |              |              |
| Inscrits             | Inscrits                | Inscrits    | Inscrits    | 33 778       | 100,00       |
| Abstentions          | Abstentions             | Abstentions | Abstentions | 16 566       | 49,04        |
| Votants              | Votants                 | Votants     | Votants     | 17 212       | 50,96        |
| Blancs               | Blancs                  | Blancs      | Blancs      | 419          | 2,43         |
| Nuls                 | Nuls                    | Nuls        | Nuls        | 284          | 1,65         |
| Exprimés             | Exprimés                | Exprimés    | Exprimés    | 16 509       | 95,92        |
| * conseiller sortant |                         |             |             |              |              |

### Canton de Chantonnay
| Candidats            | Candidats          | Partis      | Partis      | Premier tour | Premier tour |
| Candidats            | Candidats          | Partis      | Partis      | Voix         | %            |
| -------------------- | ------------------ | ----------- | ----------- | ------------ | ------------ |
| 1                    | Yves Auvinet *     |             | DVD         | 8 550        | 54,67        |
| 1                    | Isabelle Moinet    |             | DVD         | 8 550        | 54,67        |
| 2                    | Christian Allais   |             | FN          | 3 263        | 20,86        |
| 2                    | Corinne Stachowiak |             | FN          | 3 263        | 20,86        |
| 3                    | Brigitte Bouyer    |             | PG          | 955          | 6,11         |
| 3                    | Jean Bureau        |             | PG          | 955          | 6,11         |
| 4                    | Éric Peltanche     |             | PS          | 2 872        | 18,36        |
| 4                    | Marion Swannet     |             | DVG         | 2 872        | 18,36        |
|                      |                    |             |             |              |              |
| Inscrits             | Inscrits           | Inscrits    | Inscrits    | 30 217       | 100,00       |
| Abstentions          | Abstentions        | Abstentions | Abstentions | 13 528       | 44,77        |
| Votants              | Votants            | Votants     | Votants     | 16 689       | 55,23        |
| Blancs               | Blancs             | Blancs      | Blancs      | 699          | 4,19         |
| Nuls                 | Nuls               | Nuls        | Nuls        | 350          | 2,10         |
| Exprimés             | Exprimés           | Exprimés    | Exprimés    | 15 640       | 93,71        |
| * conseiller sortant |                    |             |             |              |              |

### Canton de La Châtaigneraie
| 1                    | Valentin Josse * |             | DVD         | 6 793  | 60,57  |   |                    |  |    |       |       |
| 1                    | Catherine Poupet |             | DVD         | 6 793  | 60,57  |   |                    |  |    |       |       |
| 2                    | Thérèse Gaborit  |             | FN          | 2 530  | 22,56  |   |                    |  |    |       |       |
| 2                    | Pascal Souchard  |             | FN          | 2 530  | 22,56  | 3 | Dominique Lassaire |  | PG | 1 892 | 16,87 |
| Henri Trichereau     |                  | PG          |             |        |        | 3 |                    |  |    | 1 892 | 16,87 |
|                      |                  |             |             |        |        |   |                    |  |    |       |       |
| Inscrits             | Inscrits         | Inscrits    | Inscrits    | 22 341 | 100,00 |   |                    |  |    |       |       |
| Abstentions          | Abstentions      | Abstentions | Abstentions | 10 288 | 46,05  |   |                    |  |    |       |       |
| Votants              | Votants          | Votants     | Votants     | 12 053 | 53,95  |   |                    |  |    |       |       |
| Blancs               | Blancs           | Blancs      | Blancs      | 495    | 4,11   |   |                    |  |    |       |       |
| Nuls                 | Nuls             | Nuls        | Nuls        | 343    | 2,85   |   |                    |  |    |       |       |
| Exprimés             | Exprimés         | Exprimés    | Exprimés    | 11 215 | 93,05  |   |                    |  |    |       |       |
| * conseiller sortant |                  |             |             |        |        |   |                    |  |    |       |       |

### Canton de Fontenay-le-Comte
| Candidats            | Candidats             | Partis      | Partis      | Premier tour | Premier tour | Second tour | Second tour |
| Candidats            | Candidats             | Partis      | Partis      | Voix         | %            | Voix        | %           |
| -------------------- | --------------------- | ----------- | ----------- | ------------ | ------------ | ----------- | ----------- |
| 1                    | Laurent Fricheteau    |             | FN          | 3 474        | 21,14        |             |             |
| 1                    | Aline Navarro         |             | FN          | 3 474        | 21,14        |             |             |
| 2                    | Corinne Devaud        |             | EÉLV        | 1 450        | 8,82         |             |             |
| 2                    | Didier Herbé          |             | PG          | 1 450        | 8,82         |             |             |
| 3                    | Daniel David *        |             | PS          | 4 913        | 29,89        | 6 560       | 42,62       |
| 3                    | Isabelle Willemot     |             | PS          | 4 913        | 29,89        | 6 560       | 42,62       |
| 4                    | François Bon *        |             | UDI         | 6 598        | 40,15        | 8 833       | 57,38       |
| 4                    | Marie-Jo Chatevaire * |             | UDI         | 6 598        | 40,15        | 8 833       | 57,38       |
|                      |                       |             |             |              |              |             |             |
| Inscrits             | Inscrits              | Inscrits    | Inscrits    | 31 685       | 100,00       | 31 660      | 100,00      |
| Abstentions          | Abstentions           | Abstentions | Abstentions | 14 428       | 45,54        | 14 727      | 46,52       |
| Votants              | Votants               | Votants     | Votants     | 17 257       | 54,46        | 16 933      | 53,48       |
| Blancs               | Blancs                | Blancs      | Blancs      | 501          | 2,90         | 939         | 5,55        |
| Nuls                 | Nuls                  | Nuls        | Nuls        | 321          | 1,86         | 601         | 3,55        |
| Exprimés             | Exprimés              | Exprimés    | Exprimés    | 16 435       | 95,24        | 15 393      | 90,91       |
| * conseiller sortant |                       |             |             |              |              |             |             |

### Canton des Herbiers
| Candidats   | Candidats                 | Partis      | Partis      | Premier tour | Premier tour |
| Candidats   | Candidats                 | Partis      | Partis      | Voix         | %            |
| ----------- | ------------------------- | ----------- | ----------- | ------------ | ------------ |
| 1           | Jean-Patrick Fillet       |             | FN          | 2 906        | 19,39        |
| 1           | Marina Neveux             |             | FN          | 2 906        | 19,39        |
| 2           | Yves Gabaret              |             | PG          | 2 580        | 17,21        |
| 2           | Marie-Françoise Michenaud |             | PCF         | 2 580        | 17,21        |
| 3           | Hervé Robineau            |             | DVD         | 9 501        | 63,39        |
| 3           | Bérengère Soulard         |             | DVD         | 9 501        | 63,39        |
|             |                           |             |             |              |              |
| Inscrits    | Inscrits                  | Inscrits    | Inscrits    | 32 029       | 100,00       |
| Abstentions | Abstentions               | Abstentions | Abstentions | 15 476       | 48,32        |
| Votants     | Votants                   | Votants     | Votants     | 16 553       | 51,68        |
| Blancs      | Blancs                    | Blancs      | Blancs      | 1 173        | 7,09         |
| Nuls        | Nuls                      | Nuls        | Nuls        | 393          | 2,37         |
| Exprimés    | Exprimés                  | Exprimés    | Exprimés    | 14 987       | 90,54        |

### Canton de L'Île-d'Yeu
| Candidats            | Candidats                    | Partis      | Partis      | Premier tour | Premier tour | Second tour | Second tour |
| Candidats            | Candidats                    | Partis      | Partis      | Voix         | %            | Voix        | %           |
| -------------------- | ---------------------------- | ----------- | ----------- | ------------ | ------------ | ----------- | ----------- |
| 1                    | Jean-Marie Petit             |             | FN          | 172          | 8,39         |             |             |
| 1                    | Ana Sanchez-Morejon          |             | FN          | 172          | 8,39         |             |             |
| 2                    | François-Xavier Dubois       |             | DVD         | 838          | 40,9         | 987         | 45,69       |
| 2                    | Marie-Thérèse Leroy-Augereau |             | DVD         | 838          | 40,9         | 987         | 45,69       |
| 3                    | Carole Charuau               |             | DVD         | 1 039        | 50,71        | 1 173       | 54,31       |
| 3                    | Bruno Noury *                |             | DVD         | 1 039        | 50,71        | 1 173       | 54,31       |
|                      |                              |             |             |              |              |             |             |
| Inscrits             | Inscrits                     | Inscrits    | Inscrits    | 4 268        | 100,00       | 4 268       | 100,00      |
| Abstentions          | Abstentions                  | Abstentions | Abstentions | 2 115        | 49,55        | 2 010       | 47,09       |
| Votants              | Votants                      | Votants     | Votants     | 2 153        | 50,45        | 2 258       | 52,91       |
| Blancs               | Blancs                       | Blancs      | Blancs      | 67           | 3,11         | 64          | 2,83        |
| Nuls                 | Nuls                         | Nuls        | Nuls        | 37           | 1,72         | 34          | 1,51        |
| Exprimés             | Exprimés                     | Exprimés    | Exprimés    | 2 049        | 95,17        | 2 160       | 95,66       |
| * conseiller sortant |                              |             |             |              |              |             |             |

### Canton de Luçon
| Candidats   | Candidats             | Partis      | Partis      | Premier tour | Premier tour | Second tour | Second tour |
| Candidats   | Candidats             | Partis      | Partis      | Voix         | %            | Voix        | %           |
| ----------- | --------------------- | ----------- | ----------- | ------------ | ------------ | ----------- | ----------- |
| 1           | Séverine Bourguigneau |             | DVG         | 2 831        | 24           |             |             |
| 1           | Loïc Nauleau          |             | DVG         | 2 831        | 24           |             |             |
| 2           | Pierre Cotron         |             | DVG         | 1 220        | 10,34        |             |             |
| 2           | Élisabeth Talbot      |             | PG          | 1 220        | 10,34        |             |             |
| 3           | Catherine David       |             | FN          | 3 325        | 28,19        | 3 736       | 36,36       |
| 3           | Richard Hunaut        |             | FN          | 3 325        | 28,19        | 3 736       | 36,36       |
| 4           | Arnaud Charpentier    |             | UMP         | 4 420        | 37,47        | 6 539       | 63,64       |
| 4           | Anne-Marie Coulon     |             | DVD         | 4 420        | 37,47        | 6 539       | 63,64       |
|             |                       |             |             |              |              |             |             |
| Inscrits    | Inscrits              | Inscrits    | Inscrits    | 24 722       | 100,00       | 24 723      | 100,00      |
| Abstentions | Abstentions           | Abstentions | Abstentions | 12 221       | 49,43        | 12 546      | 50,75       |
| Votants     | Votants               | Votants     | Votants     | 12 501       | 50,57        | 12 177      | 49,25       |
| Blancs      | Blancs                | Blancs      | Blancs      | 442          | 3,53         | 1 299       | 10,67       |
| Nuls        | Nuls                  | Nuls        | Nuls        | 263          | 2,10         | 603         | 4,95        |
| Exprimés    | Exprimés              | Exprimés    | Exprimés    | 11 796       | 94,36        | 10 275      | 84,38       |

### Canton de Mareuil-sur-Lay-Dissais
| Candidats            | Candidats           | Partis      | Partis      | Premier tour | Premier tour | Second tour | Second tour |
| Candidats            | Candidats           | Partis      | Partis      | Voix         | %            | Voix        | %           |
| -------------------- | ------------------- | ----------- | ----------- | ------------ | ------------ | ----------- | ----------- |
| 1                    | Marcel Gauducheau * |             | DVD         | 6 474        | 49,16        | 8 594       | 70,47       |
| 1                    | Brigitte Hybert     |             | DVD         | 6 474        | 49,16        | 8 594       | 70,47       |
| 2                    | Noé Jottreau        |             | PCF         | 1 207        | 9,16         |             |             |
| 2                    | Frédérique Voltz    |             | PG          | 1 207        | 9,16         |             |             |
| 3                    | José Feray          |             | FN          | 3 439        | 26,11        | 3 601       | 29,53       |
| 3                    | Michelle Mercier    |             | FN          | 3 439        | 26,11        | 3 601       | 29,53       |
| 4                    | Amélie Delavergne   |             | PS          | 2 050        | 15.57        |             |             |
| 4                    | Jimmy Raballand     |             | PS          | 2 050        | 15.57        |             |             |
|                      |                     |             |             |              |              |             |             |
| Inscrits             | Inscrits            | Inscrits    | Inscrits    | 25 601       | 100,00       | 25 592      | 100,00      |
| Abstentions          | Abstentions         | Abstentions | Abstentions | 11 647       | 45,49        | 11 993      | 46,86       |
| Votants              | Votants             | Votants     | Votants     | 13 954       | 54,51        | 13 599      | 53,14       |
| Blancs               | Blancs              | Blancs      | Blancs      | 504          | 3,62         | 999         | 7,35        |
| Nuls                 | Nuls                | Nuls        | Nuls        | 250          | 1,80         | 405         | 2,98        |
| Exprimés             | Exprimés            | Exprimés    | Exprimés    | 13 170       | 94,58        | 12 195      | 89,68       |
| * conseiller sortant |                     |             |             |              |              |             |             |

### Canton de Montaigu
| Candidats            | Candidats            | Partis      | Partis      | Premier tour | Premier tour |
| Candidats            | Candidats            | Partis      | Partis      | Voix         | %            |
| -------------------- | -------------------- | ----------- | ----------- | ------------ | ------------ |
| 1                    | Armelle Jadelot      |             | DVG         | 794          | 4,71         |
| 1                    | Patrick Suchot       |             | PG          | 794          | 4,71         |
| 2                    | Marie Fonteneau      |             | DVG         | 2 435        | 14,44        |
| 2                    | Jean-Pierre Goulette |             | PS          | 2 435        | 14,44        |
| 3                    | Wilfrid Montassier * |             | UDI         | 10 159       | 60,23        |
| 3                    | Isabelle Rivière     |             | DVD         | 10 159       | 60,23        |
| 4                    | Gabriel de Chabot    |             | FN          | 3 478        | 20,62        |
| 4                    | Marie-Odile Gauvrit  |             | FN          | 3 478        | 20,62        |
|                      |                      |             |             |              |              |
| Inscrits             | Inscrits             | Inscrits    | Inscrits    | 32 872       | 100,00       |
| Abstentions          | Abstentions          | Abstentions | Abstentions | 14 995       | 45,62        |
| Votants              | Votants              | Votants     | Votants     | 17 877       | 54,38        |
| Blancs               | Blancs               | Blancs      | Blancs      | 661          | 3,70         |
| Nuls                 | Nuls                 | Nuls        | Nuls        | 350          | 1,96         |
| Exprimés             | Exprimés             | Exprimés    | Exprimés    | 16 866       | 94,34        |
| * conseiller sortant |                      |             |             |              |              |

### Canton de Mortagne-sur-Sèvre
| Candidats   | Candidats      | Partis      | Partis      | Premier tour | Premier tour |
| Candidats   | Candidats      | Partis      | Partis      | Voix         | %            |
| ----------- | -------------- | ----------- | ----------- | ------------ | ------------ |
| 1           | Guy Gantier    |             | FN          | 2 705        | 21,20        |
| 1           | Christiane Vié |             | FN          | 2 705        | 21,20        |
| 2           | Cécile Barreau |             | DVD         | 10 054       | 78,80        |
| 2           | Guillaume Jean |             | DVD         | 10 054       | 78,80        |
|             |                |             |             |              |              |
| Inscrits    | Inscrits       | Inscrits    | Inscrits    | 28 823       | 100,00       |
| Abstentions | Abstentions    | Abstentions | Abstentions | 14 226       | 49,36        |
| Votants     | Votants        | Votants     | Votants     | 14 597       | 50,64        |
| Blancs      | Blancs         | Blancs      | Blancs      | 1 260        | 8,63         |
| Nuls        | Nuls           | Nuls        | Nuls        | 578          | 3,96         |
| Exprimés    | Exprimés       | Exprimés    | Exprimés    | 12 759       | 87,41        |

### Canton de La Roche-sur-Yon-1
| Candidats   | Candidats            | Partis      | Partis      | Premier tour | Premier tour | Second tour | Second tour |
| Candidats   | Candidats            | Partis      | Partis      | Voix         | %            | Voix        | %           |
| ----------- | -------------------- | ----------- | ----------- | ------------ | ------------ | ----------- | ----------- |
| 1           | Raoul Mestre         |             | DVD         | 854          | 6,15         |             |             |
| 1           | Carinne Renaud       |             | DVD         | 854          | 6,15         |             |             |
| 2           | Laurence Chusseau    |             | PG          | 628          | 4,52         |             |             |
| 2           | Vincent Pineau       |             | PCF         | 628          | 4,52         |             |             |
| 3           | Anne Aubin-Sicard    |             | UMP         | 4 906        | 35,33        | 6 864       | 51,97       |
| 3           | Laurent Favreau      |             | DVD         | 4 906        | 35,33        | 6 864       | 51,97       |
| 5           | Martine Chantecaille |             | PS          | 4 324        | 31,14        | 6 344       | 48,03       |
| 5           | Philippe Gaboriau    |             | PS          | 4 324        | 31,14        | 6 344       | 48,03       |
| 4           | Jocelyne Chollet     |             | FN          | 2 054        | 14,79        |             |             |
| 4           | Gilles Roy           |             | FN          | 2 054        | 14,79        |             |             |
| 6           | Guy Batiot           |             | EÉLV        | 1 121        | 8,07         |             |             |
| 6           | Lucie Etonno         |             | EÉLV        | 1 121        | 8,07         |             |             |
|             |                      |             |             |              |              |             |             |
| Inscrits    | Inscrits             | Inscrits    | Inscrits    | 28 881       | 100,00       | 28 712      | 100,00      |
| Abstentions | Abstentions          | Abstentions | Abstentions | 14 320       | 49,58        | 14 468      | 50,39       |
| Votants     | Votants              | Votants     | Votants     | 14 561       | 50,42        | 14 244      | 49,61       |
| Blancs      | Blancs               | Blancs      | Blancs      | 370          | 2,54         | 595         | 4,18        |
| Nuls        | Nuls                 | Nuls        | Nuls        | 304          | 2,9          | 441         | 3,10        |
| Exprimés    | Exprimés             | Exprimés    | Exprimés    | 13 887       | 95,38        | 13 208      | 92,73       |

### Canton de La Roche-sur-Yon-2
| Candidats            | Candidats                 | Partis      | Partis      | Premier tour | Premier tour | Second tour | Second tour |
| Candidats            | Candidats                 | Partis      | Partis      | Voix         | %            | Voix        | %           |
| -------------------- | ------------------------- | ----------- | ----------- | ------------ | ------------ | ----------- | ----------- |
| 1                    | Jean-Michel Lestrade      |             | FN          | 2 108        | 14,46        |             |             |
| 1                    | Catherine Roy             |             | FN          | 2 108        | 14,46        |             |             |
| 2                    | Nathalie Brunaud-Seguin   |             | DVD         | 1 639        | 11,24        |             |             |
| 2                    | Philippe Porté            |             | DVD         | 1 639        | 11,24        |             |             |
| 3                    | Sylviane Bulteau *        |             | PS          | 5 142        | 35,28        | 7 336       | 54,18       |
| 3                    | Stéphane Ibarra           |             | PS          | 5 142        | 35,28        | 7 336       | 54,18       |
| 4                    | Françoise Besson          |             | EÉLV        | 1 009        | 6,92         |             |             |
| 4                    | Michel Raynaud            |             | EÉLV        | 1 009        | 6,92         |             |             |
| 5                    | Pierrick Chaigne          |             | PG          | 934          | 6,41         |             |             |
| 5                    | Danielle Laumont          |             | PG          | 934          | 6,41         |             |             |
| 6                    | Marion Barreau            |             | DVD         | 454          | 3,11         |             |             |
| 6                    | Thierry Maillot           |             | DVD         | 454          | 3,11         |             |             |
| 7                    | Malik Abdallah            |             | UDI         | 3 290        | 22,57        | 6 203       | 45,82       |
| 7                    | Christine Rembaud-Bossard |             | DVD         | 3 290        | 22,57        | 6 203       | 45,82       |
|                      |                           |             |             |              |              |             |             |
| Inscrits             | Inscrits                  | Inscrits    | Inscrits    | 29 579       | 100,00       | 29 579      | 100,00      |
| Abstentions          | Abstentions               | Abstentions | Abstentions | 14 333       | 48,46        | 14 917      | 50,43       |
| Votants              | Votants                   | Votants     | Votants     | 15 246       | 51,54        | 14 662      | 49,57       |
| Blancs               | Blancs                    | Blancs      | Blancs      | 423          | 1,43         | 620         | 2,10        |
| Nuls                 | Nuls                      | Nuls        | Nuls        | 247          | 0,84         | 503         | 1,70        |
| Exprimés             | Exprimés                  | Exprimés    | Exprimés    | 14 576       | 95,61        | 13 539      | 92,34       |
| * conseiller sortant |                           |             |             |              |              |             |             |

### Canton des Sables-d'Olonne
| Candidats            | Candidats            | Partis      | Partis      | Premier tour | Premier tour | Second tour | Second tour |
| Candidats            | Candidats            | Partis      | Partis      | Voix         | %            | Voix        | %           |
| -------------------- | -------------------- | ----------- | ----------- | ------------ | ------------ | ----------- | ----------- |
| 1                    | Gérard Faugeron *    |             | UMP         | 7 950        | 45,27        | 11 347      | 71,30       |
| 1                    | Florence Pineau      |             | UMP         | 7 950        | 45,27        | 11 347      | 71,30       |
| 2                    | Olivier Linéatte     |             | PCF         | 1 062        | 6,05         |             |             |
| 2                    | Caroline Pottier     |             | PG          | 1 062        | 6,05         |             |             |
| 3                    | Anthony Pitalier     |             | PS          | 3 191        | 18,17        |             |             |
| 3                    | Donatelle Pointereau |             | PS          | 3 191        | 18,17        |             |             |
| 4                    | Laurent Akriche      |             | EÉLV        | 1 091        | 6,21         |             |             |
| 4                    | Catherine Raguideau  |             | EÉLV        | 1 091        | 6,21         |             |             |
| 5                    | Francis Carray       |             | FN          | 4 269        | 24,31        | 4 567       | 28,70       |
| 5                    | Corinne Gô-Léonard   |             | FN          | 4 269        | 24,31        | 4 567       | 28,70       |
|                      |                      |             |             |              |              |             |             |
| Inscrits             | Inscrits             | Inscrits    | Inscrits    | 36 426       | 100,00       | 36 426      | 100,00      |
| Abstentions          | Abstentions          | Abstentions | Abstentions | 17 942       | 49,26        | 18 369      | 50,43       |
| Votants              | Votants              | Votants     | Votants     | 18 484       | 50,74        | 18 057      | 49,57       |
| Blancs               | Blancs               | Blancs      | Blancs      | 573          | 3,10         | 1 405       | 7,78        |
| Nuls                 | Nuls                 | Nuls        | Nuls        | 348          | 1,88         | 738         | 4,09        |
| Exprimés             | Exprimés             | Exprimés    | Exprimés    | 17 563       | 95,02        | 15 914      | 88,13       |
| * conseiller sortant |                      |             |             |              |              |             |             |

### Canton de Saint-Hilaire-de-Riez
| Candidats   | Candidats            | Partis      | Partis      | Premier tour | Premier tour | Second tour | Second tour |
| Candidats   | Candidats            | Partis      | Partis      | Voix         | %            | Voix        | %           |
| ----------- | -------------------- | ----------- | ----------- | ------------ | ------------ | ----------- | ----------- |
| 1           | Isabelle Cassou      |             | DVD         | 2 999        | 15,26        |             |             |
| 1           | Christian Praud      |             | DVD         | 2 999        | 15,26        |             |             |
| 2           | Élisabeth Clément    |             | PCF         | 721          | 3,67         |             |             |
| 2           | Dominique Tenailleau |             | DVG         | 721          | 3,67         |             |             |
| 3           | Suzanne Daugan       |             | PS          | 2 618        | 13,32        |             |             |
| 3           | Jean-Pierre Stephano |             | PS          | 2 618        | 13,32        |             |             |
| 4           | Jeanine Cagnet       |             | UMP         | 2 895        | 14,73        |             |             |
| 4           | Pascal Dubin         |             | UMP         | 2 895        | 14,73        |             |             |
| 5           | Florent Dupuis       |             | FN          | 5 034        | 25,62        | 6 228       | 33,89       |
| 5           | Brigitte Neveux      |             | FN          | 5 034        | 25,62        | 6 228       | 33,89       |
| 6           | Marine Coulais       |             | EÉLV        | 1 191        | 6,06         |             |             |
| 6           | Matthieu Guilloton   |             | EÉLV        | 1 191        | 6,06         |             |             |
| 7           | Laurent Boudelier    |             | DVD         | 4 190        | 21,33        | 12 149      | 66,11       |
| 7           | Isabelle Duranteau   |             | DVD         | 4 190        | 21,33        | 12 149      | 66,11       |
|             |                      |             |             |              |              |             |             |
| Inscrits    | Inscrits             | Inscrits    | Inscrits    | 37 916       | 100.00       | 37 914      | 100.00      |
| Abstentions | Abstentions          | Abstentions | Abstentions | 17 370       | 45,81        | 17 313      | 45,66       |
| Votants     | Votants              | Votants     | Votants     | 20 546       | 54,19        | 20 601      | 54,34       |
| Blancs      | Blancs               | Blancs      | Blancs      | 603          | 2,93         | 1 452       | 7,05        |
| Nuls        | Nuls                 | Nuls        | Nuls        | 295          | 1,44         | 772         | 3,75        |
| Exprimés    | Exprimés             | Exprimés    | Exprimés    | 19 648       | 95,63        | 18 377      | 89,20       |

### Canton de Saint-Jean-de-Monts
| Candidats   | Candidats               | Partis      | Partis      | Premier tour | Premier tour | Second tour | Second tour |
| Candidats   | Candidats               | Partis      | Partis      | Voix         | %            | Voix        | %           |
| ----------- | ----------------------- | ----------- | ----------- | ------------ | ------------ | ----------- | ----------- |
| 1           | Bruno Leroy             |             | DVG         | 1 770        | 10,5         |             |             |
| 1           | Christiane L’Hérondelle |             | DVG         | 1 770        | 10,5         |             |             |
| 2           | Jackie Camus            |             | FN          | 4 207        | 24,96        | 5 104       | 33,13       |
| 2           | Melinda Quentin         |             | FN          | 4 207        | 24,96        | 5 104       | 33,13       |
| 3           | Céline de Faveri        |             | PG          | 1 477        | 8,76         |             |             |
| 3           | Daniel Sciandra         |             | PCF         | 1 477        | 8,76         |             |             |
| 4           | Martine Aury            |             | CPNT        | 5 193        | 30,81        | 10 302      | 66,87       |
| 4           | Noël Faucher            |             | UMP         | 5 193        | 30,81        | 10 302      | 66,87       |
| 5           | Virginie Bichon-Bernard |             | DVD         | 4 206        | 24,96        |             |             |
| 5           | Raoul Grondin           |             | DVD         | 4 206        | 24,96        |             |             |
|             |                         |             |             |              |              |             |             |
| Inscrits    | Inscrits                | Inscrits    | Inscrits    | 34 083       | 100,00       | 34 079      | 100,00      |
| Abstentions | Abstentions             | Abstentions | Abstentions | 16 392       | 48,09        | 16 851      | 49,45       |
| Votants     | Votants                 | Votants     | Votants     | 17 691       | 51,91        | 17 228      | 50,55       |
| Blancs      | Blancs                  | Blancs      | Blancs      | 531          | 3            | 1 239       | 7,19        |
| Nuls        | Nuls                    | Nuls        | Nuls        | 307          | 1,74         | 583         | 3,38        |
| Exprimés    | Exprimés                | Exprimés    | Exprimés    | 16 853       | 89,42        | 15 406      | 95,26       |

### Canton de Talmont-Saint-Hilaire
| Candidats            | Candidats              | Partis      | Partis      | Premier tour | Premier tour | Second tour | Second tour |
| Candidats            | Candidats              | Partis      | Partis      | Voix         | %            | Voix        | %           |
| -------------------- | ---------------------- | ----------- | ----------- | ------------ | ------------ | ----------- | ----------- |
| 1                    | Patrice Gohier         |             | PS          | 3 127        | 8,01         |             |             |
| 1                    | Claudine Ordonneau     |             | PS          | 3 127        | 8,01         |             |             |
| 2                    | Pierre Berthomé *      |             | DVD         | 7 721        | 44,46        | 10 583      | 65,73       |
| 2                    | Séverine Bulteau       |             | DVD         | 7 721        | 44,46        | 10 583      | 65,73       |
| 3                    | Jocelyn Abjean         |             | PCF         | 1 099        | 6,33         |             |             |
| 3                    | Claudette Davené       |             | PCF         | 1 099        | 6,33         |             |             |
| 4                    | Jean-François Alonzo   |             | FN          | 5 420        | 31,21        | 5 518       | 34,27       |
| 4                    | Patricia Laroche-Andro |             | FN          | 5 420        | 31,21        | 5 518       | 34,27       |
|                      |                        |             |             |              |              |             |             |
| Inscrits             | Inscrits               | Inscrits    | Inscrits    | 35 495       | 100,00       | 35 495      | 100,00      |
| Abstentions          | Abstentions            | Abstentions | Abstentions | 16 993       | 47,87        | 17 468      | 49,21       |
| Votants              | Votants                | Votants     | Votants     | 18 502       | 52,13        | 18 027      | 50,79       |
| Blancs               | Blancs                 | Blancs      | Blancs      | 761          | 4,11         | 1 312       | 7,27        |
| Nuls                 | Nuls                   | Nuls        | Nuls        | 374          | 2,02         | 614         | 3,41        |
| Exprimés             | Exprimés               | Exprimés    | Exprimés    | 17 367       | 93,87        | 16 101      | 89,32       |
| * conseiller sortant |                        |             |             |              |              |             |             |